# Purworejo (Ringinarum)
Purworejo is een bestuurslaag in het regentschap Kendal van de provincie Midden-Java, Indonesië. Purworejo telt 2399 inwoners (volkstelling 2010).